# Андерсон, Майкл Филлип
Майкл Фи́ллип А́ндерсон (англ. Michael Phillip Anderson; 25 декабря 1959, Платсберг, США — 1 февраля 2003 года, в катастрофе шаттла «Колумбия») — американский лётчик, инженер в области вычислительной и аэрокосмической техники, астронавт США. Общий налёт более 3000 часов на различных модификациях самолетов KC-135 и T-38A. Совершил два космических полёта общей продолжительностью 24 суток 22 часа 21 минута 23 секунды. Погиб в катастрофе космического корабля «Колумбия» при возвращении из космоса на Землю. Похоронен на Арлингтонском национальном кладбище.

## Образование
- 1977 год — окончил среднюю школу в городе Чени (штат Вашингтон).
- 1981 год — окончил Вашингтонский университет и получил степень бакалавра наук в области физики и астрономии.
- 1990 год — окончил Крейтонский университет и получил степень магистра наук в области физики.

## Военная служба
- с 1981 по 1982 — проходил курс технической подготовки на авиабазе Кизлер, штат Миссисипи.
- 1982 — получил назначение на авиабазу Рэндолф, штат Техас. Служил в должности начальника подразделения по обслуживанию средств связи в 2015-й эскадрилье связи, а затем в должности начальника подразделения по обслуживанию информационных систем в 1920-й группе информационных систем.
- 1986 — начало лётной подготовки на авиабазе Вэнс, штат Оклахома. После окончании подготовки был назначен пилотом самолета ЕС-135 во 2-й эскадрилье воздушного командования и управления на авиабазе Оффутт, штат Небраска.
- с января 1991 по февраль 1992 — командир самолета и лётчик-инструктор 920-й эскадрильи самолетов-заправщиков на авиабазе Вартсмит, штат Мичиган.
- с сентября 1992 по декабрь 1994 — лётчик-инструктор и офицер по тактике 380-го крыла самолетов-заправщиков на авиабазе Платсберг, штат Нью-Йорк.

## Воинские звания
- 1981 — присвоено воинское звание «второй лейтенант»
- в 1994 — майор ВВС США
- в 2000 — подполковник ВВС США

## Космическая подготовка
- декабрь 1994 — зачислен в отряд астронавтов НАСА в качестве специалиста полета. Прошёл годичный курс общей космической подготовки. По окончании её получил квалификацию «специалист полета», назначен в Отделение обеспечения полетов Отдела астронавтов НАСА.

## Первый космический полет
- 22 января 1998 года — стартовал в космос в качестве специалиста полета в составе экипажа экспедиции «Индевор STS-89». Стал 374-м человеком и 237-м американцем в космосе. Основная задача экспедиции — стыковка со станцией «Мир» и замена американского члена экипажа длительной экспедиции.
- 31 января 1998 — возвратился на Землю.
- Продолжительность полета составила 8 суток 19 часов 46 минут 54 секунды.

## Дальнейшая космическая подготовка
- 28 сентября 2000 года — назначен в экипаж экспедиции «Колумбия STS-107» в качестве специалиста полета, командира полезной нагрузки.

## Второй космический полет
- 16 января 2003 года — стартовал в космос в качестве специалиста полёта и руководителя работ с полезной нагрузкой в составе экипаже экспедиции «Колумбия STS-107».
- 1 февраля 2003 года за 16 минут до приземления по плану полёта шаттл «Колумбия» потерпел катастрофу на высоте 63 км над штатом Техас. Все семеро астронавтов экипажа погибли.
- Продолжительность полета до катастрофы составила 15 суток 22 часа 20 минут 32 секунды.

## Награды
- медаль Министерства обороны «За отличную службу»
- медаль «За похвальную службу»
- медаль ВВС «За достижения».
- Космическая медаль почёта конгресса США (посмертно)

## Память
- 12 июня 2005 года на родине астронавта в городе Спокан[1] ему был открыт памятник[2][3]. На торжественной церемонии присутствовала вдова астронавта и заместитель администратора НАСА бывший астронавт Фредерик Грегори.
- Имя Майкла Андерсона увековечено на «Космическом зеркале»[англ.] — мемориале астронавтов, расположенном в Космическом центре им. Кеннеди (штат Флорида).
- В честь погибшего астронавта назван астероид (51824) Майкандерсон.
- В 2006 году Международный астрономический союз присвоил имя Майкла Андерсона кратеру на обратной стороне Луны.